# Should've Gone Home
Singles de Måns Zelmerlöw
Heroes
(2015) Fire in the Rain (en)
(2016)
Should've Gone Home est une chanson de l'auteur-compositeur-interprète suédois Måns Zelmerlöw.
Elle est sortie en téléchargement numérique le 7 août 2015 en tant que deuxième single du sixième album de l'artiste, Perfectly Damaged (en) (2015).
Måns Zelmerlöw a également sorti une version bilingue anglais-français intitulée Should've Gone Home  (Je ne suis qu'un homme) destinée aux marchés francophones.